# Röd vedblomfluga
Röd vedblomfluga (Xylota ignava) är en tvåvingeart som först beskrevs av Georg Wolfgang Franz Panzer 1798.  Röd vedblomfluga ingår i släktet vedblomflugor, och familjen blomflugor. Arten är reproducerande i Sverige. Inga underarter finns listade i Catalogue of Life.